# Neologizmus
A nyelvészetben a neologizmus (< német Neologismus < görög νεολογισμός < νέος (néosz) ’új’ + λόγος (logosz) ’szó’) terminus a legtágabb értelmében új nyelvi jelenséget nevez meg, azaz szót, fordulatot vagy nyelvi formát. Ennél szűkebb értelemben általában új lexikai egységet értenek alatta, olyat, amely nyelven belüli eszköz alkalmazásának az eredménye, újonnan a nyelvbe került jövevényszó vagy új keletű tükörfordítása valamelyik idegen lexikai egységnek. A francia nyelvészetben vannak olyan szerzők, akik nem értik bele a neologizmus fogalmába a jövevényszavakat.
A „neologizmus” terminus nem egyértelmű. Egyrészt az illető lexikai egység csak a nyelvtörténet valamelyik momentumához, esetleg egy régmúltbelihez viszonyítva új. Másrészt a nyelvhasználók tulajdonképpen a szókészletbe nem beilleszkedett egységet látnak neologizmusnak. Ezért olyanokat nem éreznek újaknak, amelyek nemrég kerültek a nyelvbe, de hamar lettek közhasználatúvá, viszont egyes viszonylag régieket, de kevéssé használtakat neologizmusokként értékelnek.

## Neologizmustípusok

### Eredetük szempontjából
Ebből a szempontból a tág értelemben vett neologizmusok három csoportra oszlanak.
Egyes neologizmusok nyelven belüli módszerekkel jönnek létre.
Elsősorban ezekhez a módszerekhez a szóalkotás mindegyik módja tartozik: szóképzés, szóösszetétel, ikerítés, szórövidülés, elvonás, jelentéstapadás, mozaikszó-alkotás (azaz betűszó-alkotás, szóösszevonás, szóösszerántás és szóalakvegyülés), népetimológia, köznevesülés, elemszilárdulás, szóhasadás és néhány kevésbé termékeny szóalkotási mód.
Másodsorban idetartozik a szóképzés nélküli szófajváltás, például reggel határozószó → reggel főnév.
Harmadsorban úgy gyarapodik a szókészlet, hogy szavak új jelentéseket kapnak, például metafora útján: egér (az állat) → egér (számítógép perifériája).
Csak az adott nyelven kívülről származó neologizmusok a jövevényszavak, amennyiben neologizmusoknak tekintjük őket.
Vegyes, nyelven kívüli és egyben nyelven belüli neologizmusokat létrehozó módszer a lexikai tükörfordítás. Egyrészt eredményezhet tükörjelentéses szót. Például a francia réaliser eredeti jelentése ’megvalósítani’, de emellett átvette az angol realize ’rájönni; megérteni’ jelentéseit is. Másrészt a tükörszó lehet idegen mintára alkotott is, pl. hattyúdal < német Schwannengesang (összetett szó), anyag < latin materia (képzett szó).

### Életképességük szempontjából
Egyes nyelven belül megjelent neologizmusok alkalmiak, és azok is maradnak.
Ezek között vannak olyanok, amelyeket egyes személyek agyi működésének bizonyos zavarai okoznak, főleg a Wernicke-afázia.
Alkalmi neologizmusokat anyanyelvüket tanuló gyerekek is produkálnak. Például a 4–5 évesek az általuk megfigyelt tulajdonságok alapján neveznek meg olyan dolgokat, amelyek nevét nem ismerik. Olykor létező szavakat használnak véletlenül így, bár még nem hallották őket, pl. füstölő ’kémény’, máskor nem létező szavakat, amelyeket ők alkotnak, pl. vízbot ’horgászbot’.
Ilyen neologizmusok normális felnőtteknél is előfordulnak. Olykor olyan szavakat helyettesítenek így, amelyek nem jutnak eszükbe. Kétnyelvű beszélők esetében olykor negatív transzfer van az általuk ismert nyelvek között, és így jelennek meg új szavak. Analógia útján is keletkeznek neologizmusok, amiatt a természetes hajlam miatt, hogy a szó ne legyen rendhagyó. Például a francia nyelvben így jelent meg a solution ’megoldás’ főnévből képzett solutionner ige a résoudre ’megoldani’ helyett, vagy ezért kapott a választékos nyelvi regiszterben használt latin quasi ’kvázi’ határozószó határozószó-képzőt, és quasiment lett a fesztelen regiszterben.
Gyakoriak a tudatosan kreált alkalmi neologizmusok is. Ezek szorosan kontextusfüggőek, és vagy új, illetve ismeretlen entitásokat neveznek meg, vagy attitűdöt ilyenekkel szemben. Egyesek alkotását stílushatás keltésének az akarata okozza, főleg újságírók vagy írók esetében. Magyar példa erre a Romhányi József által szóösszerántással kreált huhogányos (← huhog + tudományos) melléknév a Huhogányos Akadémia szókapcsolatban. Az angol irodalomban Lewis Carroll alkotott ilyen neologizmusokat.
A neologizmusok alkotása a lexikai kreativitás mint a nyelvi kreativitás speciális esete. Ez lehet stilisztikai, mint az íróké, vagy egyszerűen megnevező.
Egyes alkalmi neologizmusok elterjednek, meghonosodnak a nyelvben és befogadja őket ennek sztenderd változata. Ilyen például a fentebb említett francia solutionner. Egyesek megalkotói ismert személyiségek, mint Guillaume Apollinaire francia költő, akitől a surréalisme ’szürrealizmus’ és surréaliste ’szürrealista’ terminusok származnak.
A neologizmusok többségét tudatosan, meghatározott céllal alkotják. A jelenség az irodalmi nyelvek keletkezésének időszakában jelent meg, amelyekből utólag sztenderd nyelvváltozatok alakultak ki. A magyar nyelvben a 18. század vége felé és a 19. első felében, a nyelvújítás korában vett lendületet új szavak alkotása nyelven belüli eszközökkel és tükörfordítással, már meglévő jövevények helyettesítése vagy új átvételek elkerülése céljából. Más nyelvek esetében a legtöbb neologizmus jövevényszavakból lett, például a románban, körül-belül a magyar nyelvújítással egyidőben.
Neologizmusok tudatos alkotása azóta is aktuális főleg a legkülönfélébb szakterületek terminológiáiban, egyes nyelvekre vonatkozóan, mint a magyar vagy a francia, folytatva a jövevények elkerülésének a hagyományát. A francia nyelvvel foglalkozó olyan hivatalos szervek is vannak, amelyek értékelik az új terminusokat ebből a szempontból, lehetőség szerint elutasítják a jövevényeket és nyelven belül alkotott szavakat fogadnak el helyettük, valamint kiválasztják a már meglévők közül a céljuknak megfelelőket. Franciaországban erre hivatott a Commission d’enrichissement de la langue française (a Francia nyelv gyarapításának bizottsága), amely időnként jóváhagyja ezeket és jegyzéküket közli a Journal officiel-ben. Kanadában az Office québecois de la langue française (A francia nyelv québec-i hivatala) foglalkozik ugyanezzel és a Grand dictionnaire terminologique-ban (A nagy terminológiai szótár) közli az angol terminusok általa ajánlott megfelelőit.
Amint az alkalmi neologizmusok esetében, a fennmaradásuk reményében tudatosan alkotottak csak egy része honosodik meg a nyelv egészében, és egyesek csak a sztenderdben. Például a nyelvújítás korában alkotott kb. 8.500 szó többsége eltűnt. A szakkifejezések többsége az illető szakterületekre korlátozódik.

## A neologizmusok létrejöttének okai
Neologizmusok elsősorban azért jelennek meg, mert szükség van új realitások és fogalmak megnevezésére.
Másodsorban olyan neologizmusok is vannak, amelyek azért szükségesek, hogy már ismert dolgoknak többféle lehetséges okból megfelelőbbnek ítélt nevet adjanak. Ilyen ok például az, hogy az orvostudomány terminológiájában elkerüljék a közönségesnek tekintett népi regiszteri szavakat.
Más ok a fogalmak megnevezésére használt szavak számának a csökkentésére való hajlam, pl. (angolul) antidisestablishmentarianism (a vallás és az állam szétválasztását ellenző politikafilozófiai eszme).
A nyelvhasználatban olykor eufemizmusok jelennek meg egyes olyan szavak helyett, amelyek kellemetlenekké válnak. Például a franciában a cabinet(s) ’vécé’ már eufemizmus volt, mégis felváltotta a toilette(s) ’illemhely’ szó. Ehhez a jelenséghez tartozik az ún. „politikailag korrekt” szavak használata, pl. nyomorék helyett mozgássérült.
Más neologizmusoknak nincs egyéb motivációja, mint az, hogy presztízzsel ruházza fel a megnevezett dolgot és azokat, akik beszélnek róla, pl. (franciául) bain de pieds ’lábfürdő’ helyett pédiluve (< középkori latin pediluvium), orvosok által használt szó.
Megint más ok kereskedelmi jellegű. Például a divat területén neologizmusok használatának az is lehet a célja, hogy meggyőzze a potenciális vevőt dolgok újdonságáról.

## A neologizmusokhoz való viszonyulás
Ezt a viszonyulást több tényező határozza meg: az adott nyelv jellegzetességei, az, hogy jövevényszavakról vagy nyelven belül alkotott neologizmusokról van szó, a nyelv sztenderdizálásával foglalkozók nézetei, nyelven kívüli tényezők, az egyszerű nyelvhasználók befogadási készsége stb.
A jövevényszavak vagy a nyelv területén alkotott és a tükörfordított szavak iránti preferencia megoszlik nyelvek között. Például a magyar nyelv tartózkodóbb a jövevényekkel szemben, mint például a román nyelv. A magyar szókészlet 7%-át teszik ki, miközben a román nyelvben 60% fölötti az arányuk. Ennek az egyik magyarázata az lehet, hogy a magyarban szóösszetétellel és szóképzéssel ún. „világos”, azaz motivált szavakat lehet alkotni a beszélők többsége által ismert szóelemekből. Például nincs szükség egy olyan „homályos”, motiválatlan szóra, mint a zsurnalisztika, amikor meg lehet könnyen alkotni egy olyan szót, mint újságírás. A románban, mint az újlatin nyelvekben általában, sokkal kevésbé termékeny a szóösszetétel, viszont ez a nyelv könnyen tud az utóbbiakból szavakat átvenni. Ehhez nyelven kívüli tényező is hozzájárult, mégpedig az írástudók azon akarata, hogy újralatinosítsák a nyelvet. Ez a törekvés a Nyugat-Európa felé irányuló modernizáció folyamatának a része volt.
A horvát nyelv esete jellemző a nyelven kívüli tényezők hatására a szókészlet gyarapítását illetően. Ennek a nyelvnek a sztenderdjében hagyományos a jövevények korlátozása és a nyelven belüli módszerek használatára való irányultság, és ez fokozódott bizonyos időszakokban, mint viszonylag nemrég, miután 1991-ben Horvátország független lett.
Az egyszerű beszélő viszonyulása nem mindig egyezik a normatív nyelvészekével. Példa a francia nyelvben a cuisinette „konyhácska” szó, amely a cuisine „konyha” szóból képzett, és amelyet az angol kitchen-ből francia képzővel alkotott kitchenette helyett ajánlottak, de a beszélők az utóbbit preferálják. A horvát nyelv esetében is az angol jövevények gyakoriak a fesztelen regiszterben, de sokkal kevesebb van belőlük a választékosban.